# Großer Berg (Östliche Oberlausitz)
Der Große Berg in der Östlichen Oberlausitz ist eine 439,2 m ü. NN hohe Erhebung bei Großhennersdorf im Landkreis Görlitz in Sachsen.

## Geographische Lage
Der Große Berg liegt im Großhennersdorfer Kuppengebiet in der Oberlausitz. Sein Gipfel erhebt sich etwa 1,6 km südöstlich der Dorfkirche von Großhennersdorf. Westlich vorbei führt in Nord-Süd-Richtung die Bundesstraße 178 (Großhennersdorf-Oberseifersdorf), nördlich verläuft in Nordwest-Südost-Richtung die Kreisstraße 8631 (Großhennersdorf-Dittelsdorf). Sein Nordnordostsporn ist der Spitze Berg (393,3 m). Ostsüdöstlich liegt der Schönbrunner Berg (428,1 m), nordwestlich der Kälberberg (360,9 m) und etwas südsüdöstlich der Schanzberg (ca. 409 m).

## Geologie
Der Große Berg bildet zusammen mit dem Spitzen Berg einen zusammenhängenden Basaltdeckenrest. Am Südhang befindet sich eine circa 400 Quadratmeter große Blockhalde aus Basaltblöcken, die Steinernes Meer genannt wird. Man vermutet, dass es sich dabei um Verwitterungsreste der Weichsel-Kaltzeit im Pleistozän handelt. Weiterhin sind Rücken und Südhang des Berges von einer mächtigen Lössschicht bedeckt.

## Flora
Die Kuppe des Großen Berges ist bewaldet, als vorherrschende Arten finden sich hauptsächlich Bergulmen, Buchen, Eschen, Spitzahorn, Stieleichen und Winterlinden. Der Ost- und Südhang wurden außerdem mit Fichten aufgeforstet.
Bodenflora und Strauchschicht werden vor allem durch Hain-Rispengras, Schlehdorn, Eingriffeligen Weißdorn, Maiglöckchen und Hain-Wachtelweizen geprägt. Auf den Felsen des Berges finden sich neben Flechten auch Fingerkräuter und der Scharfe Mauerpfeffer.

## Sendeturm
Etwas südlich unterhalb vom Gipfel des Großen Berges steht ein Sendeturm mit einer Fernkabelmessstelle (FkM).